# Cuauhtémoc

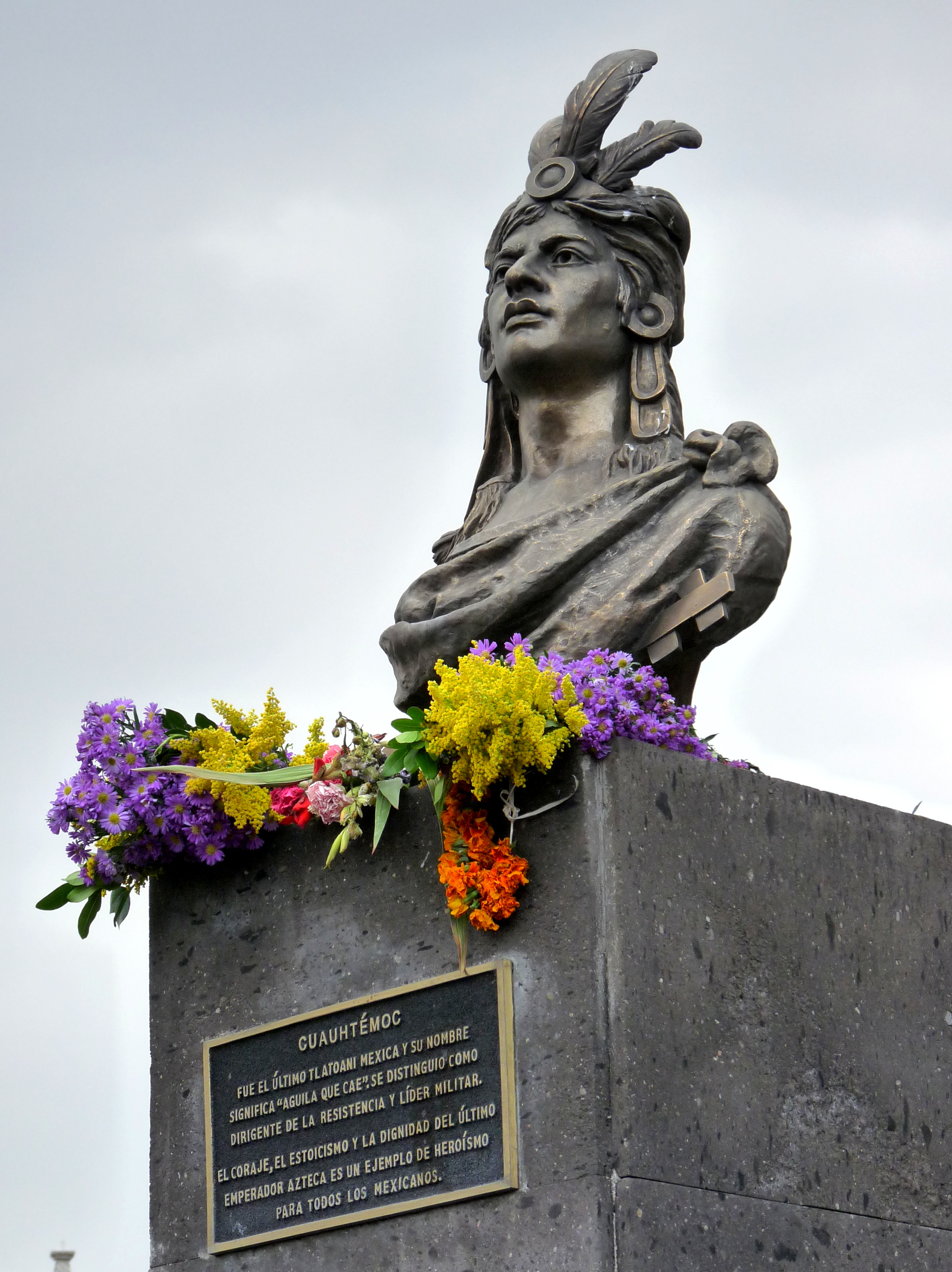
Denkmal für Cuauhtémoc auf dem Zócalo, Mexiko-Stadt

Cuauhtémoc (auch Quauhtemoc, Cuautémoc, Cuauhtemoc, Cuanthemoc, Guatimozin; Nahuatl: Kuautemok bzw. Kuautemoktzin, „sich herabsenkender Adler“ bzw. „Landender Adler“; * 1495 oder 1502; † 28. Februar 1525 in Itzamkanac) war der letzte aztekische Herrscher von Tenochtitlán. Er war der Sohn von Auítzotl und damit Vetter sowohl von Moctezuma II. als auch seines direkten Vorgängers Cuitláuac.
Nachdem Moctezuma II. von den Spaniern unter Hernán Cortés als Geisel genommen worden war, wählte man Cuitláuac zum neuen Herrscher. Dieser starb allerdings bereits nach wenigen Monaten an den von den Spaniern eingeschleppten Pocken, sodass Cuauhtémoc zum obersten Kriegsherrn und Tlatoani gewählt wurde.
Cuauhtémoc leistete kompromisslosen Widerstand gegen Hernán Cortés und verteidigte Tenochtitlán bis zuletzt. Kurz vor dem Fall der Stadt wurde er am 13. August 1521 bei einem Fluchtversuch auf einem Boot enttarnt und gefangen genommen. Einige Zeit behandelte Cortés seinen Widersacher als Gefangenen in allen Ehren und bezeichnete ihn als Herrscher der Azteken. Dann aber ließ er Cuauhtémoc und Tetlepanquetzaltzin, den mitgefangenen Herrscher von Tlacopan, foltern, um zu erfahren, wo die vermuteten Goldschätze zu finden seien.

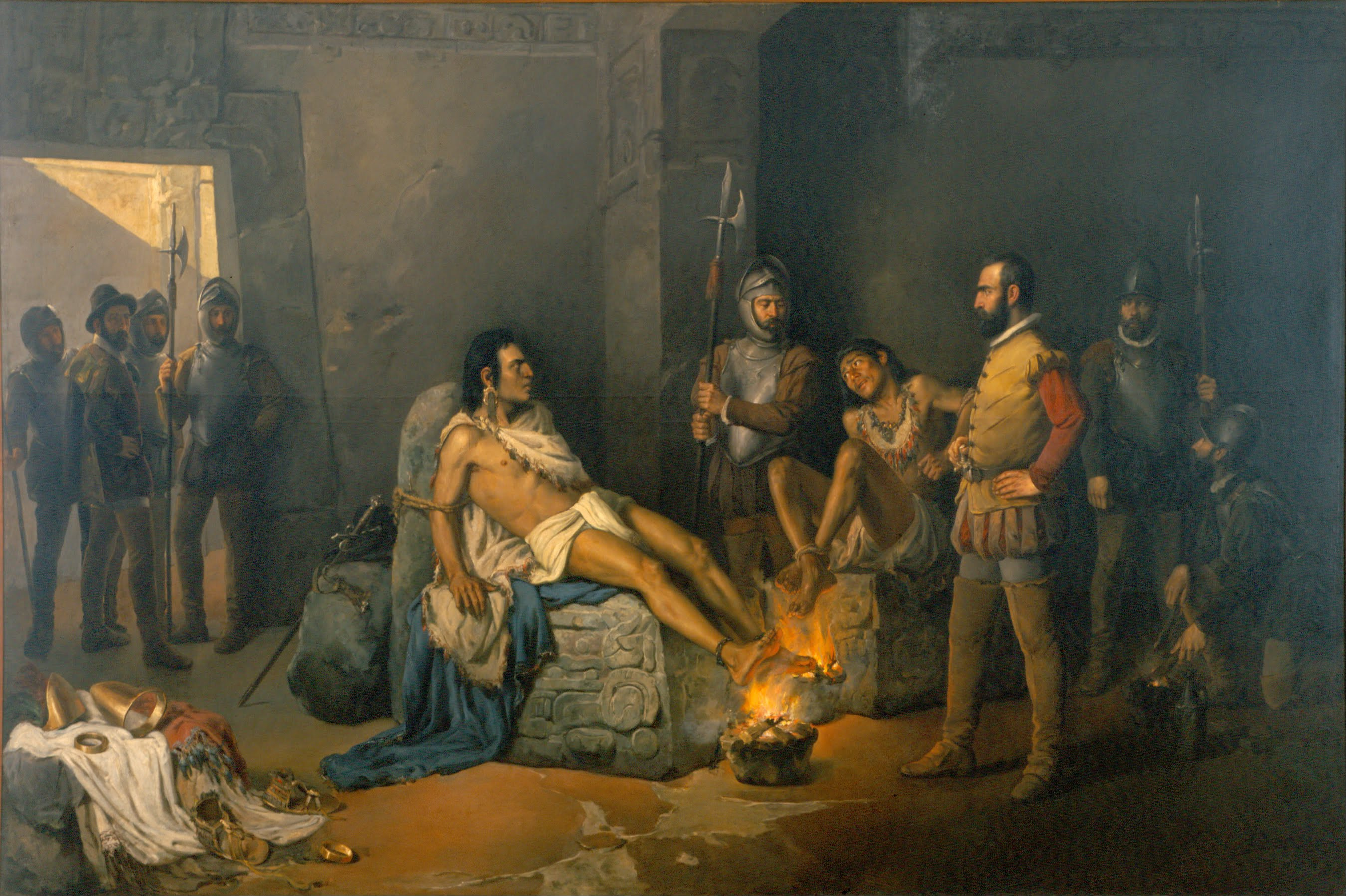
El suplicio de Cuauhtémoc (Die Folterung Cuauhtémocs), gemalt von Leandro Izaguirre, 1892

Als Cortés 1524 einen Feldzug nach Honduras anführte, nahm er Cuauhtémoc mit, denn er befürchtete dessen Machtzunahme während seiner eigenen Abwesenheit von Tenochtitlan. Während dieser Expedition wurde Cuauhtémoc, angeblich in eine Verschwörung gegen Cortés verstrickt, auf Befehl Cortés’ durch Hängen hingerichtet. Mit seiner Witwe Tecuichpoch, einer Tochter von Moctezuma, zeugte Cortés später die Tochter Leonor Cortés y Moctezuma. 
Cuauhtémoc gilt in der mexikanischen Tradition als großer nationaler Held, und in seinem Andenken ist Cuauhtémoc bis heute als Vorname stark in Gebrauch. Eine Stadt im Bundesstaat Chihuahua, eine Gemeinde in Colima, ein Stadtbezirk sowie ein großer städtischer Park in Mexiko-Stadt sowie das einzige Segelschulschiff der mexikanischen Marine sind nach ihm benannt. Das Andenken an den Anführer des erbitterten Widerstands wird in Mexiko hoch in Ehren gehalten, während die Indígenas, die damals Cortés unterstützten, als Unpersonen gelten.
Die sterblichen Überreste des Herrschers waren angeblich im Jahre 1949 in Ichcateopan (Guerrero) wieder aufgefunden worden. Die von der mexikanischen Archäologin Eulalia Guzmán durchgeführten Grabungen wurden bereits damals wegen ihrer wenig sachgemäßen Technik kritisiert, die Authentizität des Fundes bezweifelt. Eine neuerliche Untersuchung im Jahre 1976 kam zu dem Schluss, dass es für die Identifizierung der Knochenreste, die als die einer jungen Frau erkannt wurden, keine Anhaltspunkte gibt, und dass die Dokumente, die die Identifizierung stützen sollten, modernen Ursprungs sind.